# Bruno Socé
Bruno Socé (* 1946; † 22. Mai 2014 in München) war ein jugoslawischer bzw. kroatischer Basketballspieler und -trainer.

## Werdegang
Als Spieler war er für Belgrad und Sarajevo aktiv. Socé begann seine Trainerkarriere 1980 als Leiter der Basketballschule in Sarajevo. In dieser Position blieb er bis 1991, wobei er ab dem Jahr 1988 gleichzeitig auch als Trainer von Bosna Sarajevo fungierte. 1994 verließ er sein Heimatland aufgrund des Bosnienkriegs und heuerte in Deutschland zunächst Weiden (2. Bundesliga) und beim UBC Münster (Regionalliga) an, ehe er 1995 auf Empfehlung seines Freundes Svetislav Pešić, dessen Trauzeuge er war, von den Telekom Baskets Bonn verpflichtet wurde.
Bereits in seiner ersten Saison gelang ihm mit dem damaligen Zweitligisten der ungeschlagenen Meistertitel und damit der Aufstieg in die Bundesliga. Als Bundesliga-Neuling führte Socé die Bonner im nächsten Jahr gleich zur deutschen Vizemeisterschaft. In den Spieljahren 1998/99 und 2000/2001 wurde dieses Ergebnis wiederholt. In allen drei Fällen verlor er mit seiner Mannschaft in den Bundesliga-Finalserien gegen Alba Berlin. Auf europäischer Ebene war das Erreichen des Viertelfinals des Saporta-Cups in der Saison 2000/01 sein größter Erfolg mit Bonn. Im Juni 2001 endete seine Amtszeit bei den Rheinländern, als Socés auslaufender Vertrag nicht erneuert wurde. Er arbeitete in Bonn lange mit Arvid Kramer (erst Spieler, dann Manager) zusammen, der später sagte, dass er und Socé trotz des Entstammens aus zwei unterschiedlichen Basketball-Kulturen dieselbe Philosophie vertreten hätten, es in der Zusammenarbeit aber auch immer wieder Streit gegeben habe.
Socé konnte er an die Erfolge der Bonner Zeit danach nicht wieder anknüpfen. Zwar kehrte er nach einem wenig erfolgreichen Gastspiel in der russischen Liga in der Saison 2003/04 noch einmal zur EnBW Ludwigsburg in die Basketball-Bundesliga zurück. Dort wurde er aber bereits im Frühjahr 2004 aufgrund akuter Abstiegsgefahr wieder entlassen. Zuvor hatte es lediglich zwei Siege aus 13 Spielen gegeben.
Seine letzte Trainerstation war bis 2011 Gaz Metan Mediaș in Rumänien.
Bruno Socé verstarb am 22. Mai 2014 in München. Im Nachruf der Telekom Baskets Bonn wurde er als „strenger Zuchtmeister auf und am Basketball-Spielfeld und abseits davon ein entspannter, sympathischer Mensch“ bezeichnet. Als Trainer setzte er auf konsequente Verteidigung seiner Mannschaften und setzte auf hohe Disziplin. Einer seiner Leitsprüche lautete: „Basketball ist kein Spaß, sondern harte Arbeit.“